# Аут (баскетбол)
Аут в баскетболе (англ. out of bounds, дословно - за границами, по-русски - вне игры) — указание на местоположение игрока или мяча за пределами баскетбольной площадки.
Игрок находится в ауте, если хотя бы одна часть его тела соприкасается с полом за границами баскетбольной площадки, то есть, лицевой и боковой линиями. Также, аут фиксируется при соприкосновении игрока с любым объектом (за исключением другого игрока), находящегося за пределами площадки (например, судейским столиком).
Пересечение мячом границ площадки, в отличие от ситуации с аутом в футболе, в баскетболе не всегда является аутом. Аут фиксируется в любом из случаев, когда мяч соприкасается:
- с игроком, находящимся в ауте;
- с полом за границами площадки;
- с задней поверхностью или конструкцией щита, либо объектом, располагающимся над баскетбольной площадкой.

Мяч считается ушедшим в аут от того игрока, который коснулся мяча или был задет мячом последним до того, как был зафиксирован аут, или который соприкоснулся с мячом, находясь в ауте. После того, как мяч ушёл от игрока в аут, право на владение переходит к противоположной команде.